# Banco Nacional Ultramarino

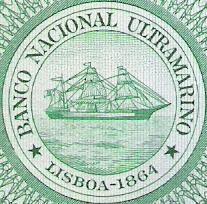
BNU logo

Il Banco Nacional Ultramarino ((PT) ˈbɐ̃ku nɐsiuˈnaɫ uɫtɾɐmɐˈɾinu; (ZH)  大西洋銀行; in italiano: Banca Nazionale d'Oltremare) è stata una banca portoghese con operatività in tutto il mondo, in particolare nelle ex province d'oltremare del Portogallo. Ha cessato le sue attività come entità legale indipendente in Portogallo a seguito della sua fusione nel 2001 con la banca Caixa Geral de Depósitos di proprietà del governo. La banca continua tuttavia le sue operazioni con il marchio Banco Nacional Ultramarino a Macao, regione amministrativa speciale cinese ed ex colonia portoghese, dove è anche autorizzata a emettere banconote pataca di Macao.